# Liste der 999 Frauen des Heritage Floor/Judit
Diese Liste beschreibt das Gedeck für Judit auf dem Tisch der Kunstinstallation The Dinner Party von Judy Chicago. Sie ist Teil der Liste der 999 Frauen des Heritage Floor, die den jeweiligen Gedecken auf dem Tisch zugeordnet sind. Die Namen der 999 Frauen befinden sich auf den Kacheln des Heritage Floor, der unterhalb des Tisches angeordnet, zur Kunstinstallation gehört.

## Beschreibung
Die Installation besteht aus einem dreiseitigen Tisch, an dem jeweils 13 historische oder mythologische Persönlichkeiten, somit insgesamt 39 Personen, von der Urgeschichte bis zur Frauenrechtsbewegung Platz finden. Diesen Personen wurde am Tisch jeweils ein Gedeck bestehend aus einem individuell gestalteten Tischläufer, einem individuell gestalteten Teller sowie einem Kelch, Messer, Gabel, Löffel und einer Serviette zugeordnet. Die erste Seite des Tisches widmet sich der Urgeschichte bis zur Römischen Kaiserzeit, die zweite der Christianisierung bis zur Reformation und die dritte von der Amerikanischen Revolution bis zur Frauenbewegung. Jedem Gedeck auf dem Tisch sind weitere Persönlichkeiten zugeordnet, die auf den Fliesen des Heritage Floor, der den Raum unter dem Tisch und die Mitte des Raumes zwischen den Seite des Tisches einnimmt, einen Eintrag erhalten haben. Diese Liste erfasst die Persönlichkeiten, die dem Gedeck der Judit zugeordnet sind. Ihr Platz befindet sich an der ersten Tischseite.

### Hinweise
Zusätzlich zu den Namen wie sie in der deutschen Transkription oder im wissenschaftlichen Sprachgebrauch benutzt werden, wird in der Liste die Schreibweise aufgeführt, die von Judy Chicago auf den Kacheln gewählt wurde.
Die Angaben zu den Frauen, die noch keinen Artikel in der deutschsprachigen Wikipedia haben, sind durch die unter Bemerkungen angeführten Einzelnachweise referenziert. Sollten einzelne Angaben in der Tabelle nicht über die Hauptartikel referenziert sein, so sind an der entsprechenden Stelle zusätzliche Einzelnachweise angegeben. Bei Abweichungen zwischen belegten Angaben in Wikipedia-Artikeln und den Beschreibungen des Kunstwerks auf der Seite des Brooklyn Museums wird darauf zusätzlich unter Bemerkungen hingewiesen.

### Gedeck für Judit

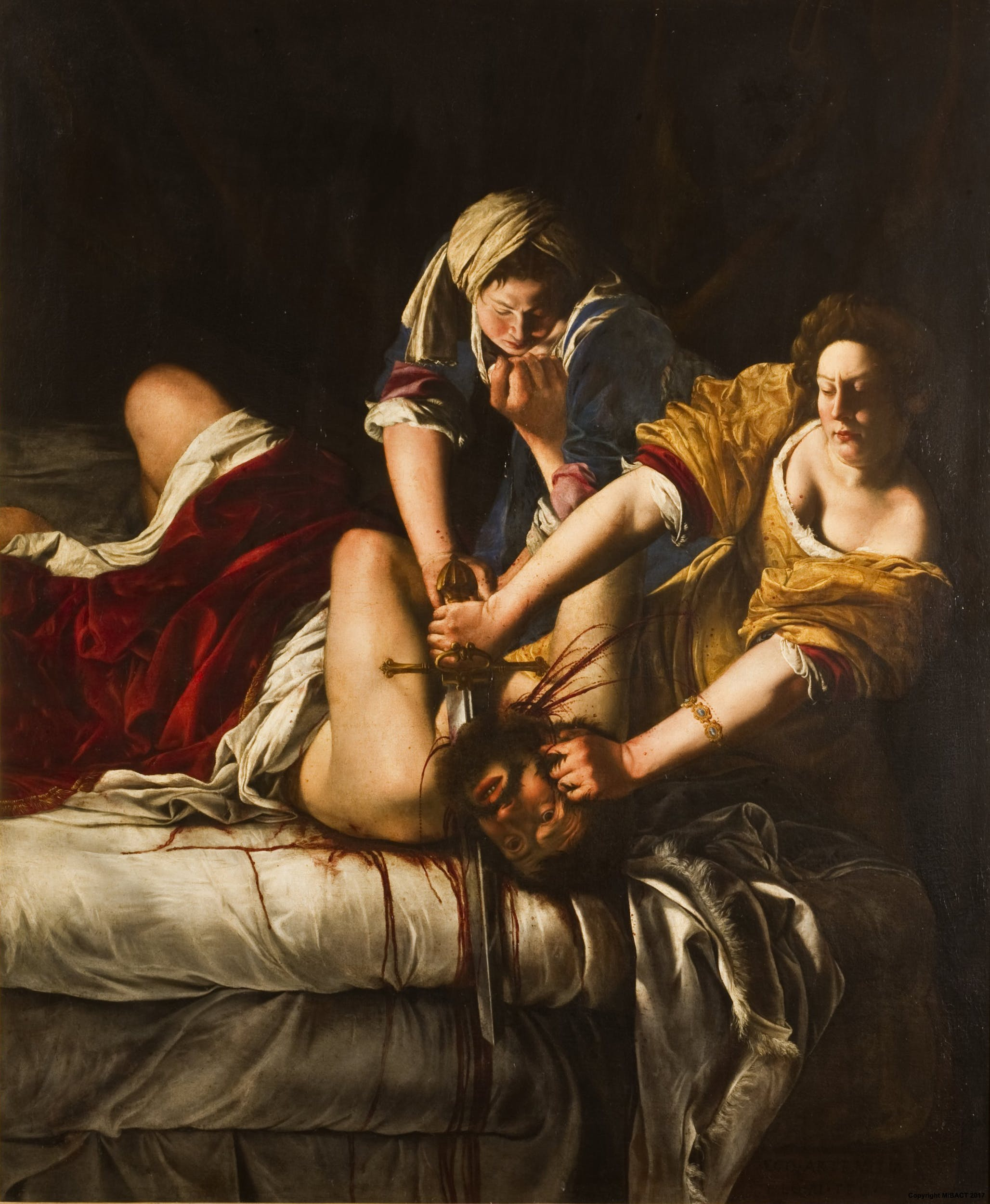
Judit enthauptet Holofernes, Artemisia Gentileschi 1614 bis 1620

Das Buch Judit gehört zum Griechischen Alten Testament, es wird von Katholiken und Orthodoxen, nicht aber von evangelischen Christen als Teil der Christlichen Bibel angesehen. Es gehört jedoch nicht zum jüdischen Tanach und ist somit ein deuterokanonisches Buch. Vermutlich wurde es im 1. Jahrhundert v. Chr. auf Griechisch verfasst. Das Buch gilt nicht als geschichtlicher Bericht, sondern als lehrhafter, weisheitlicher Roman. Viele Angaben im Text sind unhistorisch.
Judit ist eine schöne und gottesfürchtige Witwe, geht unbewaffnet, gemeinsam mit ihrer Magd in das Heerlager des assyrischen Generals Holofernes. Sie gewinnt sein Vertrauen und nach einem Festmahl, als sie mit dem berauschten General allein war, enthaupten sie und ihre Magd ihn mit seinem eigenen Schwert, um so das Volk Israel zu retten.
In der Kunstinstallation führt Judy Chicago an, dass die Geschichte von Judit nicht als historisches Geschehen in der Wissenschaft angesehen wird, sondern dass es sich um eine Fiktion oder eine Parabel handelt. Die Geschichte von Judit hatte großen Einfluss auf die Kunst und viele Künstler wie Donatello, Botticelli, Tizian, Michelangelo und Caravaggio griffen sie in ihren Arbeiten auf. Eine der bekanntesten ist die Arbeit von Artemisia Gentileschi, einer der ersten Frauen, die religiöse und heroische Themen behandelten.
Das Gedeck für Judit zeigt Symbole nahöstlicher Tradition ebenso wie Symbole der Weiblichkeit. Die Techniken, mit denen der Tischläufer gestaltet ist, gehen auf die Arbeiten zurück, mit denen der komplizierte Kopfschmuck jemenitischer jüdischer Bräute, der Gargush gearbeitet ist. Die Goldfäden, Kordeln und Münzen im Tischläufer sollen auf den Brauch hinweisen, die Mitgift der Braut zu zeigen, um den Wohlstand ihrer Familie und ihren Wert als Ware zu demonstrieren. Im Mittelpunkt des Tischläufers, auf der Vorderseite, befindet sich das Symbol einer dreieckigen Gürtelschnalle, die denen ähnelt, die als Schmuckstück auf alten hebräischen Kleidungsstücken verwendet werden. Mit diesem Dreiecksymbol sollen die Stärke Judits und ihre Loyalität zu ihrem Geschlecht dargesgtellt werden. Die Seiten sind bestickt mit hebräischen Buchstaben, die Bezug auf Judits Tapferkeit für ihr Volk nehmen und übersetzt bedeuten: „Judit, Heldin ihres Volkes“. Der Initial-Buschstabe „J“ auf der Vorderseite des Läufers wird von einem Schwert zerschnitten, das die Waffe darstellt, mit der Holofernes getötet wurde.
Die Muster auf dem Teller zeigen ein Blumenmuster mit Blättern, deren Kanten gebogene dunkle und helle Dreiecke bilden. Die Farben gehen auf das Gemälde von Artemisia Gentileschi zurück, in dem die Enthauptung Holofernes’ durch Judit und ihre Magd dargestellt ist.
| Name           | Schreibweise auf der Kachel | Geburtsdatum               | kulturräumliche Zuordnung            | Bemerkungen | Bild |
| -------------- | --------------------------- | -------------------------- | ------------------------------------ | --- | ---- |
| Abigail        | Abigail                     | N/A                        | Tanach, Nordreich Israel             | Frau Nabals, die später eine der Frauen Davids wurde (1 Sam 25 ). |      |
| Atalja         | Athaliah                    | gest. 837 oder 835 v. Chr. | Juda                                 | Frau von Joram, dem König von Juda, regierte selbst fünf oder sechs Jahre als Alleinherrscherin. |      |
| Berurja        | Beruriah                    | 2. Jh.                     | Palästina                            | Tochter von Chanina ben Teradjon, Frau von Rabbi Meir, gilt als einzige in der talmudischen Literatur als Gelehrte bezeichnete Frau. |      |
| Debora         | Deborah                     | N/A                        | Tanach, Altes Testament              | Prophetin und Richterin des vormonarchischen Israels, Ratgeberin, Kriegerin und die Frau von Lapidoth nach dem Buch der Richter Kapitel 4 und 5. Als einzige in der Bibel erwähnte Richterin führte sie einen erfolgreichen Gegenangriff gegen die Streitkräfte von Jabin, den König von Kanaan und seinen Feldherrn Sisera. |      |
| Eva            | Eve                         | N/A                        | Bibel, Buch Genesis, Altes Testament | Erste Frau auf Erden, Stammmutter aller Menschen, wurde nach der Erzählung aus einer Rippe Adams erschaffen. |      |
| Hexe von Endor | Witch of Endor              | N/A                        | Bibel, 1. Buch Samuel                | Totenbeschwörerin von Endor. Beschwor für König Saul den Propheten Samuel herauf. |      |
| Hulda          | Huldah                      | N/A                        | Tanach                               | Eine Prophetin, von der im Tanach berichtet wird. |      |
| Isebel         | Jezebel                     | N/A                        | Nordreich Israel                     | Heiratete König Ahab von Israel, den sie dem biblischen Bericht in 1 Kön 16,29–34 LUT zufolge dazu brachte, sich von JHWH ab- und ihren phönizischen Göttern zuzuwenden. |      |
| Königin Ester  | Esther                      | N/A                        | Bibel, Altes Testament, Buch Ester   | Jüdische Waise, die die Frau des persischen Königs Ahasveros (Xerxes I.) wurde. |      |
| Lea            | Leah                        | N/A                        | Tanach und Altes Testament           | Im Tanach und dem Alten Testament Schwester von Rachel, gehört zu den Erzmüttern Israels, erste Ehefrau von Jakob, Mutter von Dina und den sechs Stammvätern der Zwölf Stämme Israels. |      |
| Lilith         | Lilith                      | N/A                        | Sumerische Mythologie                | Göttin der sumerischen Mythologie, Erwähnung im Gilgamesch-Epos. Wurde zu einer Symbolfigur der Emanzipation, da sie die Selbstständigkeit der Frau darstelle. |      |
| Maacha         | Maacah                      | N/A                        | Bibel, Altes Testament               | Tochter Abschaloms, Lieblingsfrau von Rehabeam, Mutter von Abija von Juda, Großmutter von Asa von Juda, der sie ihrer königlichen Stellung enthob, weil sie der Aschera ein Kultbild errichtete. |      |
| Mirjam         | Miriam                      | N/A                        | Bibel, Altes Testament               | Nach Überlieferung des Alten Testaments die Schwester Moses und Aarons und eine Prophetin. |      |
| Naomi          | Naomi                       | N/A                        | Bibel, Altes Testament               | Im Tanach ist Naomi die Schwiegermutter der Ruth und damit die Ururgroßmutter von König David. Naomi gab sich nach ihrer Rückkehr aus Moab den Namen Mara. |      |
| Rachel         | Rachel                      | N/A                        | Tanach, Altes Testament              | Tochter des Laban und jüngere Schwester Leas, die die Lieblingsfrau Jakobs wird. Rachel ist die Mutter von Josef und Benjamin, zwei Stammvätern der Zwölf Stämme Israels, und wird daher im Judentum zu den Erzmüttern Israels gezählt.                                                                                      |      |
| Rebekka        | Rebekah                     | N/A                        | Tora, Altes Testament                | Sie ist die Frau Isaaks, des Sohnes Abrahams, und Mutter der Zwillinge Esau und Jakob. |      |
| Rut            | Ruth                        | N/A                        | Tanach, Altes Testament              | Hauptperson im Buch Rut, ein Buch des jüdischen Tanach und des christlichen Alten Testaments. War die Urgroßmutter Davids. |      |
| Sarah          | Sarah                       | N/A                        | Bibel, 1. Buch Mose                  | Als Frau des Patriarchen Abraham gilt sie als Erzmutter Israels (Jes 51,1–2 EU), die den verheißenen Sohn Isaak zur Welt bringt. |      |
| Waschti        | Vashti                      | N/A                        | Tanach, Altes Testament              | Frau des Perserkönigs Ahasveros. |      |
| Zippora        | Zipporah                    | N/A                        | Bibel, Altes Testament               | Tochter des Priesters Jitro (oder Reguel oder Hobab) von Midian und Ehefrau des Mose. |      |

Einzelnachweise
1. ↑  Brooklyn Museum: Judith. In: brooklynmuseum.org. Abgerufen am 12. Oktober 2019.